# 张金海 (1969年)
张金海（1969年7月—），山东东营人，汉族，中国共产党党员。中华人民共和国政治人物、第十三届全国人民代表大会山东省代表。

## 生平
2018年，张金海被选为山东省出席第十三届全国人民代表大会代表。